# جيليان أوليفر
جيليان أوليفر (بالإنجليزية: Gillian Oliver)‏ هي ممرضة بريطانية، ولدت في 10 أكتوبر 1943.